# لئون مالهوم
لئون مالهوم (۴ ژانویهٔ ۱۸۸۱ – تاریخ ورودی نامعتبر است) یک سیاستمدار و دیپلمات لهستانی در دوره جمهوری دوم لهستان بود.
او به عنوان سرکنسول لهستان در آلمان و چکسلواکی خدمت کرد. مالهوم در دوران خدمت خود در چکسلواکی اقلیت لهستانی ساکن در این کشور را به مخالفت با دولتشان تهییج می‌نمود. با فشار دولت چکسلواکی مالهوم از خدمت فراخوانده شد و در لهستان معاون استاندار استان سیلزی بود.
با سقوط لهستان، مالهوم در ۲۳ سپتامبر ۱۹۳۹ توسط کمیساریای خلق در امور داخلی شوروی دستگیر و به شوروی انتقال داده شد که در آنجا اعدام گشت.